# 港大橋

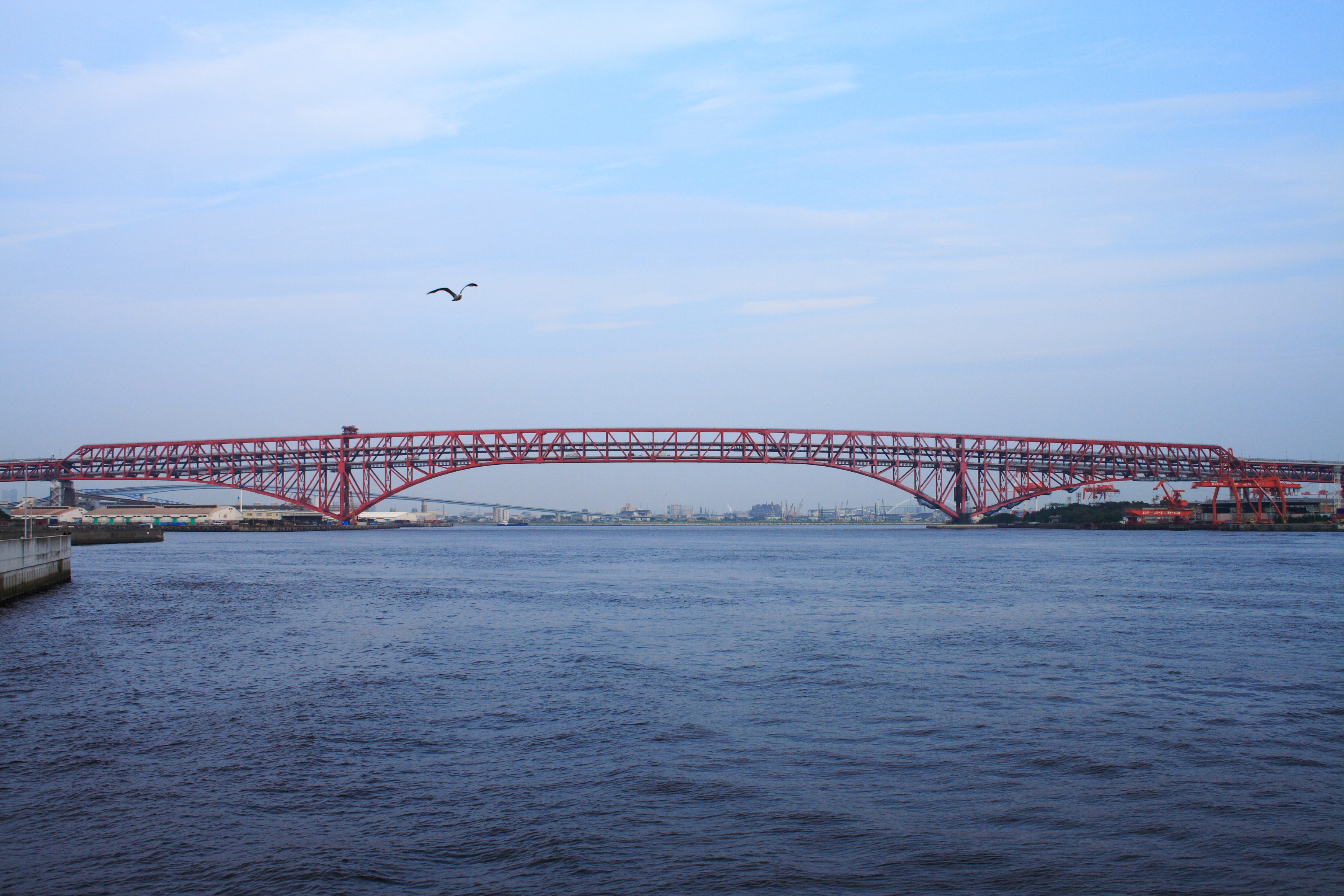

港大橋（日语：港大橋（みなとおおはし））是位於日本大阪府大阪市港區海岸通3丁目和住之江區南港東9丁目之間的一座全長980米的桁架橋。其中央徑間達510米，在日本的桁架橋中排名第一，世界亦排名第三。港大橋與1974年通車。

## 外部連結
- 先進の橋梁技術を確立した港大橋の架設 （页面存档备份，存于） - 阪神高速 ショートストーリー 50年の歩み編 第11話
- CVV(Civil Veterans & Volunteers)HP：港大橋(MINATO BRIDGE) （页面存档备份，存于）